# 門致中
門 致中（もん ちちゅう）は中華民国の軍人。国民軍の軍人で、後に南京国民政府（汪兆銘政権）に加入した。字は靖原。

## 事跡
1914年（民国3年）11月、保定陸軍軍官学校第1期歩科を卒業。1918年（民国7年）、馮玉祥率いる第16混成旅で参謀に任ぜられる。1922年（民国11年）1月、馮玉祥の命で河南省にて新たに5個補充団が編成され、第5補充団団長。8月、第25混成旅（旅長：宋哲元）第1団に改編され団長。同年、第11師参謀長に昇進し、陸軍少校銜を授与された。さらに程なくして陸軍中校銜も受けている。1924年（民国13年）2月、第25混成旅歩兵団団長に任ぜられ、翌月、陸軍上校銜を授与された。
国民軍成立後の1925年（民国14年）1月、綏遠全区警務処処長兼綏遠警察庁庁長に任ぜられる。さらに国民軍第1軍警備第2旅旅長にも任ぜられた。7月、陸軍少将銜を授与される。9月、馮玉祥の五原誓師を経て、門致中は国民聯軍副参謀長兼第7路総司令兼北路前敵総指揮に任命された。12月、西北辺防軍第10師師長。1927年（民国16年）、第7軍軍長となり、さらに第2集団軍訓練副監に任ぜられている。
国民政府では、1928年（民国17年）3月に、国民政府軍事委員会委員を兼任している。10月、甘粛省政府委員となり、翌月、初代寧夏省政府主席に任ぜられた。翌年1月、国民政府首都建設委員会委員も兼ねている。1930年（民国19年）、西北軍第17軍軍長に任ぜられた。
翌年6月、寧夏省政府主席を罷免され、北平政務委員会委員となる。その後、暫編第1混成旅旅長に任ぜられた。1932年（民国21年）、河北剿匪総指揮となる。翌年5月、軍事委員会北平委員会委員となる。1935年（民国24年）4月、陸軍中将に任ぜられ、12月、冀察政務委員会建設委員会委員長となった。
1940年（民国29年）、汪兆銘が南京国民政府（汪兆銘政権）を樹立すると、門致中もこれに参加し、軍事委員会委員に任ぜられた。1945年（民国33年）3月、華北政務委員会綏靖総署督弁に任ぜられている。
汪兆銘政権崩壊後は、蔣介石の国民政府に復帰し、華北先遣軍第9路総司令に任ぜられた。1946年（民国35年）からは香港に移住している。
門致中の詳細な没年は不明だが、1960年代に香港の九龍で病没している。

## 注
1. 1 2  杨 2001, p. 555.
2. ↑  杨 2001, p. 415.
3. ↑  劉寿林ほか編『民国職官年表』による。なお、徐友春主編『民国人物大辞典 増訂版』は、1944年以降の門致中の地位について、以下のように記述している。1944年、華北政務委員会治安総署督弁兼華北治安軍総司令に就任。1945年3月、華北政務委員会常務委員兼綏靖総団督弁に就任。しかし劉『民国職官年表』には、これらの人事異動について記載が無い。同書は、1943年11月まで治安総署督弁には斉燮元がついていた、としている。そして1943年11月に治安総署が綏靖総署に改組されると、督弁には杜錫鈞がついた、と記載している。